# Partido Comunista de Alemania/Marxistas-Leninistas
El Partido Comunista de Alemania/Marxistas-Leninistas (en alemán: Kommunistische Partei Deutschlands/Marxisten-Leninisten, abreviado KPD/ML) fue un partido político que existió en la Alemania Occidental. Apoyó inicialmente el maoísmo y a la República Popular China, y más tarde al líder comunista albanés Enver Hoxha, luego de haberse producido la ruptura sino-albanesa. 

## Historia
El KPD/ML fue fundado el 31 de diciembre de 1968 por Ernst Aust, exmiembro del histórico Partido Comunista de Alemania (KPD). Su publicación fue Roter Morgen.
El KPD/ML estableció varias relaciones internacionales. Aust se reunió con el líder comunista albanés Enver Hoxha en 1974, y un año después lo hizo con Yao Wenyuan, miembro del Comité Central del Partido Comunista de China y posteriormente también de la llamada Banda de los Cuatro.
A pesar de sus inicios, el KPD/ML se desvinculó oficialmente del maoísmo en 1977. En 1978, con la adopción de un nuevo programa en el IV Congreso, el KPD/ML también se desvinculó de la "Teoría de los Tres Mundos". En consecuencia, las relaciones internacionales que el Partido había forjado hasta entonces se vieron muy afectadas. Hacia el año 1984, la relación entre el KPD/ML y el Partido del Trabajo de Albania ya se había tensado significativamente.
El KPD/ML participó en las elecciones federales de 1980 (en esta ocasión bajo el nombre de Volksfront gegen Reaktion, Faschismus und Krieg) y también en los elecciones de 1983, pero en ambos casos obtuvo un apoyo insignificante. A nivel estatal tampoco pudo prosperar.
En 1986, el KPD/ML se fusionó con la sección alemana del Grupo Internacional Marxista, dejando de existir.

### Sección en la RDA
A partir de 1976 también se crearon varias secciones del KPD/ML en la República Democrática Alemana (RDA), en las que se infiltraron varios miembros de la Stasi. La fundación de la sección oficial se hizo pública  el 7 de febrero del mismo año a través de Roter Morgen. Sin embargo, estas secciones nunca fueron reconocidas.